# Jimmy Butts
Jimmy Butts (* 24. September 1917 in New York City; † 8. Januar 1998 ebenda) war ein US-amerikanischer Jazz-Bassist.

## Leben
Jimmy Butts begann seine Musikerkarriere in lokalen New Yorker Gruppen wie Dr. Sausage and His Pork Chops und Daisy Mae’s Hepcats. Anfang der 1940er-Jahre spielte er in den Orchestern von Art Hodes 1940, Les Hite 1941 und Chris Columbus 1941–1943. Während des Zweiten Weltkriegs begleitete er Frances Brock bei Tourneen der USO; außerdem spielte er in dieser Zeit mit Don Redman, Lem Johnson, Tiny Grimes und Noble Sissle. 1944 wirkte er bei Aufnahmen von Grimes mit Charlie Parker für Savoy Records mit (Die „Red Cross“-Session). Als freischaffender Musiker arbeitete er außerdem für Buddy Tate, Sir Charles Thompson, Trummy Young, Josh White und Helen Humes. 1949 spielte er in der Band von Dud Bascomb; Ende der Dekade spielte er in einem Duo mit dem Pianisten Doles Dickens und hatte ein eigenes Ensemble, mit dem er bis in die frühen 1950er-Jahre austrat; dann arbeitete er als Hotelmusiker.
In den 1960er-Jahren wanderte Butts nach Kanada aus, wo er mit Juanita Smith auftrat. In den 1970ern kehrte er nach New York zurück und trat mit einem eigenen kleinen Ensemble in Hotels und Restaurants auf. Nach seinem Tod spielte seine Band als Friends of Jimmy Butts weiter.